# P’ungsŏ
P’ungsŏ (kor. 풍서군, P’ungsŏ-gun) – powiat w Korei Północnej, w prowincji Ryanggang. W 2008 roku liczył 44 112 mieszkańców. Graniczy z powiatami Samsu i Kapsan od północy, Kimhyŏnggwŏn i Hŏch’ŏn od wschodu, a także Pujŏn (dwie ostatnie – prowincja Hamgyŏng Południowy) od południa.

## Historia
Przed wyzwoleniem Korei spod okupacji japońskiej tereny należące do powiatu wchodziły w skład powiatu P'ungsan. W obecnej formie powstał w wyniku gruntownej reformy podziału administracyjnego w grudniu 1952 roku. W jego skład weszły wówczas tereny należące wcześniej do miejscowości Ung'i i P'ungsan (8 wsi) w powiecie o tej samej nazwie, a także 8 wsi miejscowości Sannam (powiat Kapsan). Początkowo składał się z jednego miasteczka (P’ungsŏ-ŭp) i 20 wsi (kor. ri).

## Podział administracyjny powiatu
W skład powiatu wchodzą następujące jednostki administracyjne:
| Nazwa jednostki administracyjnej | Rodzaj jednostki administracyjnej | Chosŏn'gŭl   | Hancha       |
| -------------------------------- | --------------------------------- | ------------ | ------------ |
| P’ungsŏ-ŭp                       | miasteczko                        | 풍서읍       | 豊西邑       |
| Yaksu-rodongjagu                 | dzielnica robotnicza              | 약수로동자구 | 藥水勞動者區 |
| Happ'o-rodongjagu                | dzielnica robotnicza              | 합포로동자구 | 合浦勞動者區 |
| Sŏch'ang-rodongjagu              | dzielnica robotnicza              | 서창로동자구 | 西昌勞動者區 |
| Rohŭng-ri                        | wieś                              | 로흥리       | 櫓興里       |
| Munjo-ri                         | wieś                              | 문조리       | 文藻里       |
| Rimsŏ-ri                         | wieś                              | 림서리       | 林西里       |
| Ryongmun-ri                      | wieś                              | 룡문리       | 龍門里       |
| Soksin-ri                        | wieś                              | 속신리       | 俗新里       |
| Sŏk'u-ri                         | wieś                              | 석우리       | 石禹里       |
| Kwanhŭng-ri                      | wieś                              | 관흥리       | 館興里       |
| Yusangha-ri                      | wieś                              | 유상하리     | 楡上下里     |
| Naep'o-ri                        | wieś                              | 내포리       | 內浦里       |
| Sindŏk-ri                        | wieś                              | 신덕리       | 新德里       |
| Muha-ri                          | wieś                              | 무하리       | 舞下里       |
| Kwibok-ri                        | wieś                              | 귀복리       | 貴福里       |
| Sinmyŏng-ri                      | wieś                              | 신명리       | 新明里       |
| Sinch'ang-ri                     | wieś                              | 신창리       | 新昌里       |
| Up'o-ri                          | wieś                              | 우포리       | 隅浦里       |
| Sang-ri                          | wieś                              | 상리         | 上里         |
| Hoeŭn-ri                         | wieś                              | 회은리       | 會隱里       |